# 红光站
红光站位于新疆维吾尔自治区哈密市伊州区，建于1959年，是兰新铁路的一个车站。距离兰州站1328公里，距上行车站红旗村站27公里，距下行车站哈密站11公里。该站隶属乌鲁木齐铁路局哈密车务段，设有5条到发线（含正线）、3条货物线，仅办理984军专线接发列车工作。
哈密货车南环线于2012年建成通车后，本站上行区间线路拆除，仅保留哈密站方向。